# Världsmästerskapet i fotboll 1958
Världsmästerskapet i fotboll 1958 spelades i Sverige under perioden 8–29 juni 1958. Brasilien vann turneringen genom att besegra Sverige med 5–2 i finalmatchen medan Frankrike slog Västtyskland med 6–3 i matchen om tredje pris. Mästerskapet är ihågkommet för att det blev Brasiliens första VM-guld, att Argentina valde att delta i VM för första gången sedan 1934 och att alla de brittiska landslagen deltog. Dessutom var det fotbollsgiganten Pelés första världsmästerskap.

## VM 1958 och de stora fotbollsländerna
Argentina hade valt att avbryta sin VM-bojkott och kvalificerade sig för VM 1958 för första gången på 24 år. Sovjetunionen, nationen som vunnit OS-guld i Melbourne 2 år tidigare, hade också valt att för första gången någonsin ställa upp i VM-kvalet som man vann före Polen och Finland. Alla brittiska lag – England, Skottland, Wales och Nordirland – hade kvalat in till VM och det är hittills den enda gången det har hänt. Nordirland vann sin kvalgrupp före Portugal och Italien vilket samtidigt också betyder att detta var första gången som Italien inte lyckats kvala in till VM (1930 deltog inte Italien). VM 1958 var också det första världsmästerskapet där utlandsproffs fick delta. Tidigare hade spelare som spelat i klubblag tillhörande andra länder än det man var folkbokförd i inte tillåtits att spela i sina landslag. 
Argentina, som enligt många experter var favorittippade till VM-guldet, hamnade sist i sin grupp efter att ha förlorat mot Västtyskland och Tjeckoslovakien. Ungern, silvermedaljörer 1954, som efter Sovjetunionens invasion hade tappat många av sina bästa spelare (däribland Ungerns eviga idol Ferenc Puskás), kom 3:a i sin grupp efter Sverige och Wales, detta efter en omspelsmatch mot just Wales på Råsunda inför bara drygt 2000 åskådare. Denna match ansågs av de sydamerikanska nationerna som ett bevis för att FIFA misslyckats med VM efter att, återigen, låta VM spelas i ett så litet land som Sverige. 
England hade hamnat i en mycket svår grupp med Brasilien, Sovjetunionen (Olympiska mästare) och Österrike (Bronsmedaljörer 1954). Det skulle också visa sig att gruppen blev för svår för England. Efter att ha spelat oavgjort mot samtliga länder i gruppen hamnade de på delad 2:a plats med Sovjetunionen och dessa två lag fick därför spela en omspelsmatch vilken England förlorade. Överraskningarna blev att både Wales och Nordirland kom till kvartsfinal, men längre än så kom inte de två sista hoppen för de brittiska öarna. Wales förlorade mot Brasilien, fast bara med 0–1. Nordirland däremot fick en mycket tyngre förlust mot Frankrike, med 4–0.

## Sveriges väg mot finalen

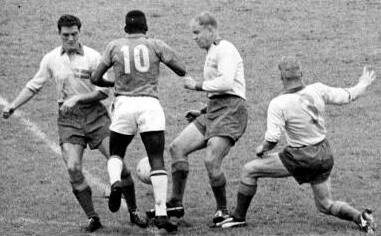
Pelé och svenska försvarare 1958

Kvartsfinalen mellan Sverige och Sovjetunionen spelades på Råsunda och Sverige vann med 2–0. Semifinal spelades mot Västtyskland som för andra gången i rad hade slagit ut Jugoslavien i en VM-kvartsfinal. Västtyskland hade slagit ut Jugoslavien även fyra år tidigare i Schweiz, då slutade det med VM-guld. Noterbart är att samma lag möttes även 1962 i Chile, fast den gången vann Jugoslavien. Sveriges match mot Västtyskland slutade 3–1 till Sverige. Kurre Hamrins mål i slutminuterna är ett av svensk fotbolls mest klassiska VM-mål. Denna match, på Ullevi inför drygt 50 000 åskådare, är enda gången Sverige slog Västtyskland i VM-sammanhang. 
VM-finalen spelades inför 49 737 åskådare på Råsunda. Själva mästerskapet hade varit ganska fattigt på händelserika och historiska matcher men VM-finalen tillhör än idag de riktiga klassikerna i ett VM. Detta med anledning av att Brasilien vann sitt första VM-guld någonsin och att Pelé blev den yngsta spelare att både spela, vinna och göra mål i en VM-final. Dessutom är det den mest målrika finalen med 7 mål (om man bortser från VM-finalen 2006 som avgjordes på straffsparkar), och även tillsammans med VM-finalerna 1970 och 1998 den största segermarginalen i en VM-final med 3 måls marginal.

## Kvalspel
I kvalspelet till VM-turneringen deltog 53 lag som spelade om 14 platser. Anledningen till att det var 14 platser var helt enkelt att Sverige, värdnation, och Västtyskland, regerande mästare, var automatiskt kvalificerade för turneringen. Kvalspelet pågick från början av hösten 1956 till början av 1958.
Europa tilldelades 11 platser till huvudturneringen (där 2 togs av Sverige och Västtyskland), vilket öppnade för 9 lag att kvalificera sig från Europa. Sydamerika fick tre platser, Nord- och Centralamerika samt Västindien fick en plats att dela på och Afrika och Asien fick en plats att dela på. Trots att Afrika och Asien fick denna plats spelade inget lag från kontinenterna i huvudturneringen. Israel, som vann detta kval, hade nämligen inte spelat någon kvalmatch (deras motståndare hade av olika skäl dragit sig ur). En regel infördes då att varje lag måste spela minst en match för att kvalificera sig. Israel fick därför möta Wales och förlorade. Detta innebar att hela 12 lag från Europa kom att deltaga, på Afrikas och Asiens bekostnad.

## Spelplatser

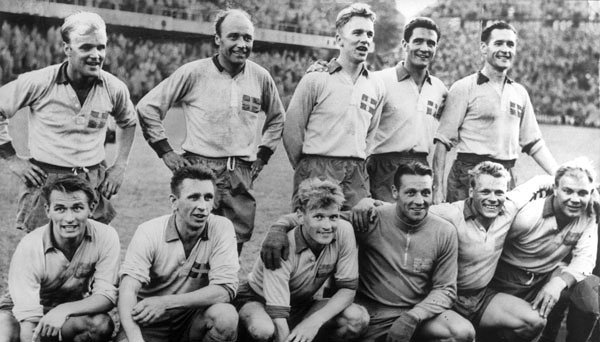
Det svenska herrlandslag i fotboll som tog silver vid VM 1958: på knä fr.v. Kurt Hamrin, Reino Börjesson, Orvar Bergmark, Kalle Svensson, Sven Axbom och Sigge Parling. Överst fr.v. Lennart "Nacka" Skoglund, Gunnar Gren, Agne Simonsson, Bengt "Julle" Gustavsson och Nisse Liedholm.

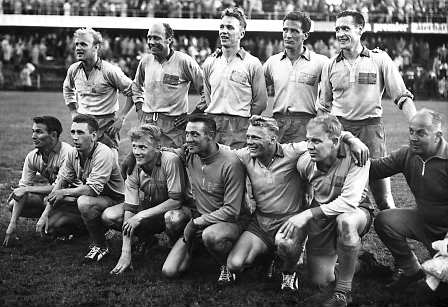
Det silvermedaljerade svenska herrlandslaget i fotboll i VM 1958.

Turneringen spelades på relativt små anläggningar. Sverige hade nämligen tilldelats mästerskapet 1950, i en tid efter andra världskriget då infrastruktur kompenserade för mindre anläggningar.
| Sverige 1958                    | Sverige 1958                  | Sverige 1958                    | Sverige 1958                 | Sandviken Västerås Eskilstuna Solna Örebro Norrköping Uddevalla Borås Göteborg Halmstad Helsingborg Malmö |
| Solna (Stockholm)               | Göteborg                      | Malmö                           | Eskilstuna                   | Sandviken Västerås Eskilstuna Solna Örebro Norrköping Uddevalla Borås Göteborg Halmstad Helsingborg Malmö |
| Råsunda Kapacitet: 52 000       | Ullevi Kapacitet: 53 000      | Malmö stadion Kapacitet: 30 000 | Tunavallen Kapacitet: 20 000 | Sandviken Västerås Eskilstuna Solna Örebro Norrköping Uddevalla Borås Göteborg Halmstad Helsingborg Malmö |
| Norrköping                      | Sandviken                     | Uddevalla                       | Helsingborg                  | Sandviken Västerås Eskilstuna Solna Örebro Norrköping Uddevalla Borås Göteborg Halmstad Helsingborg Malmö |
| Idrottsparken Kapacitet: 20 000 | Jernvallen Kapacitet: 20 000  | Rimnersvallen Kapacitet: 17 778 | Olympia Kapacitet: 16 000    | Sandviken Västerås Eskilstuna Solna Örebro Norrköping Uddevalla Borås Göteborg Halmstad Helsingborg Malmö |
| Borås                           | Halmstad                      | Örebro                          | Västerås                     | Sandviken Västerås Eskilstuna Solna Örebro Norrköping Uddevalla Borås Göteborg Halmstad Helsingborg Malmö |
| Ryavallen Kapacitet: 15 000     | Örjans vall Kapacitet: 15 000 | Eyravallen Kapacitet: 13 000    | Arosvallen Kapacitet: 10 000 | Sandviken Västerås Eskilstuna Solna Örebro Norrköping Uddevalla Borås Göteborg Halmstad Helsingborg Malmö |

Kapacitetssiffrorna är från denna tid, ofta tagna från publikrekord som ofta är från 50/60-talet. Arenorna hade större kapacitet då, på grund av många fler ståplatser.

## Deltagare
| Grupp 1                                                   | Grupp 2                                          | Grupp 3                             | Grupp 4                                           |  |
| - Argentina - Nordirland - Tjeckoslovakien - Västtyskland | - Frankrike - Jugoslavien - Paraguay - Skottland | - Mexiko - Sverige - Ungern - Wales | - Brasilien - England - Sovjetunionen - Österrike |  |

## Gruppspel

### Grupp 1
| Nr | Lag             | S | V | O | F | GM | IM | MS | P |
| -- | --------------- | - | - | - | - | -- | -- | -- | - |
| 1  | Västtyskland    | 3 | 1 | 2 | 0 | 7  | 5  | +2 | 4 |
| 2  | Nordirland      | 3 | 1 | 1 | 1 | 4  | 5  | −1 | 3 |
| 2  | Tjeckoslovakien | 3 | 1 | 1 | 1 | 8  | 4  | +4 | 3 |
| 4  | Argentina       | 3 | 1 | 0 | 2 | 5  | 10 | −5 | 2 |

| Nr | Lag             | S | V | O | F | GM | IM | MS | P |
| -- | --------------- | - | - | - | - | -- | -- | -- | - |
| 2  | Nordirland      | 1 | 1 | 0 | 0 | 2  | 1  | +1 | 2 |
| 3  | Tjeckoslovakien | 1 | 0 | 0 | 1 | 1  | 2  | −1 | 0 |

|       | 8 juni 1958 | Västtyskland             | 3 – 1   | Argentina   | Malmö Stadion                                |                                              |
| 19:00 | 19:00       | Rahn 32′, 79′ Seeler 42′ | Rapport | Corbatta 3′ | Malmö Publik: 31 156 Domare: Leafe (England) | Malmö Publik: 31 156 Domare: Leafe (England) |
| 19:00 | 19:00       |                          |         |             | Malmö Publik: 31 156 Domare: Leafe (England) | Malmö Publik: 31 156 Domare: Leafe (England) |
| 19:00 | 19:00       |                          |         |             | Malmö Publik: 31 156 Domare: Leafe (England) | Malmö Publik: 31 156 Domare: Leafe (England) |

|       | 8 juni 1958 | Nordirland | 1 – 0   | Tjeckoslovakien | Örjans vall                                         |                                                     |
| 19:00 | 19:00       | Cush 21′   | Rapport |                 | Halmstad Publik: 10 647 Domare: Seipelt (Österrike) | Halmstad Publik: 10 647 Domare: Seipelt (Österrike) |
| 19:00 | 19:00       |            |         |                 | Halmstad Publik: 10 647 Domare: Seipelt (Österrike) | Halmstad Publik: 10 647 Domare: Seipelt (Österrike) |
| 19:00 | 19:00       |            |         |                 | Halmstad Publik: 10 647 Domare: Seipelt (Österrike) | Halmstad Publik: 10 647 Domare: Seipelt (Österrike) |

|       | 11 juni 1958 | Argentina                                 | 3 – 1   | Nordirland   | Örjans vall                                      |                                                  |
| 19:00 | 19:00        | Corbatta 37′ (str.) Menéndez 56′ Avio 60′ | Rapport | McParland 4′ | Halmstad Publik: 14 174 Domare: Ahlner (Sverige) | Halmstad Publik: 14 174 Domare: Ahlner (Sverige) |
| 19:00 | 19:00        |                                           |         |              | Halmstad Publik: 14 174 Domare: Ahlner (Sverige) | Halmstad Publik: 14 174 Domare: Ahlner (Sverige) |
| 19:00 | 19:00        |                                           |         |              | Halmstad Publik: 14 174 Domare: Ahlner (Sverige) | Halmstad Publik: 14 174 Domare: Ahlner (Sverige) |

|       | 11 juni 1958 | Västtyskland         | 2 – 2   | Tjeckoslovakien             | Olympia                                            |                                                    |
| 19:00 | 19:00        | Schäfer 60′ Rahn 71′ | Rapport | Dvořák 24′ (str.) Zikán 42′ | Helsingborg Publik: 25 000 Domare: Ellis (England) | Helsingborg Publik: 25 000 Domare: Ellis (England) |
| 19:00 | 19:00        |                      |         |                             | Helsingborg Publik: 25 000 Domare: Ellis (England) | Helsingborg Publik: 25 000 Domare: Ellis (England) |
| 19:00 | 19:00        |                      |         |                             | Helsingborg Publik: 25 000 Domare: Ellis (England) | Helsingborg Publik: 25 000 Domare: Ellis (England) |

|       | 15 juni 1958 | Västtyskland        | 2 – 2   | Nordirland         | Malmö Stadion                                  |                                                |
| 19:00 | 19:00        | Rahn 20′ Seeler 78′ | Rapport | McParland 18′, 60′ | Malmö Publik: 21 990 Domare: Campos (Portugal) | Malmö Publik: 21 990 Domare: Campos (Portugal) |
| 19:00 | 19:00        |                     |         |                    | Malmö Publik: 21 990 Domare: Campos (Portugal) | Malmö Publik: 21 990 Domare: Campos (Portugal) |
| 19:00 | 19:00        |                     |         |                    | Malmö Publik: 21 990 Domare: Campos (Portugal) | Malmö Publik: 21 990 Domare: Campos (Portugal) |

|       | 15 juni 1958 | Tjeckoslovakien                                        | 6 – 1   | Argentina           | Olympia                                            |                                                    |
| 19:00 | 19:00        | Dvořák 8′ Zikán 17′, 39′ Feureisl 68′ Hovorka 81′, 89′ | Rapport | Corbatta 64′ (str.) | Helsingborg Publik: 16 418 Domare: Ellis (England) | Helsingborg Publik: 16 418 Domare: Ellis (England) |
| 19:00 | 19:00        |                                                        |         |                     | Helsingborg Publik: 16 418 Domare: Ellis (England) | Helsingborg Publik: 16 418 Domare: Ellis (England) |
| 19:00 | 19:00        |                                                        |         |                     | Helsingborg Publik: 16 418 Domare: Ellis (England) | Helsingborg Publik: 16 418 Domare: Ellis (England) |

Omspel
|       | 17 juni 1958 | Nordirland         | 2 – 1 (e fl) | Tjeckoslovakien | Malmö Stadion                                 |                                               |
| 19:00 | 19:00        | McParland 44′, 97′ | Rapport      | Zikán 18′       | Malmö Publik: 6196 Domare: Guigue (Frankrike) | Malmö Publik: 6196 Domare: Guigue (Frankrike) |
|       |              |                    |              |                 |                                               |                                               |

### Grupp 2
| Nr | Lag         | S | V | O | F | GM | IM | MS | P |
| -- | ----------- | - | - | - | - | -- | -- | -- | - |
| 1  | Frankrike   | 3 | 2 | 0 | 1 | 11 | 7  | +4 | 4 |
| 2  | Jugoslavien | 3 | 1 | 2 | 0 | 7  | 6  | +1 | 4 |
| 3  | Paraguay    | 3 | 1 | 1 | 1 | 9  | 12 | −3 | 3 |
| 4  | Skottland   | 3 | 0 | 1 | 2 | 4  | 6  | −2 | 1 |

|       | 8 juni 1958 | Frankrike                                                              | 7 – 3   | Paraguay                            | Norrköpings Idrottspark                                 |                                                         |
| 19:00 | 19:00       | Fontaine 24′, 30′, 67′ Piantoni 52′ Wisnieski 61′ Kopa 70′ Vincent 83′ | Rapport | Amarilla 20′, 44′ (str.) Romero 50′ | Norrköping Publik: 16 500 Domare: Gardeazabal (Spanien) | Norrköping Publik: 16 500 Domare: Gardeazabal (Spanien) |
| 19:00 | 19:00       |                                                                        |         |                                     | Norrköping Publik: 16 500 Domare: Gardeazabal (Spanien) | Norrköping Publik: 16 500 Domare: Gardeazabal (Spanien) |
| 19:00 | 19:00       |                                                                        |         |                                     | Norrköping Publik: 16 500 Domare: Gardeazabal (Spanien) | Norrköping Publik: 16 500 Domare: Gardeazabal (Spanien) |

|       | 8 juni 1958 | Jugoslavien  | 1 – 1   | Skottland  | Arosvallen                                        |                                                   |
| 19:00 | 19:00       | Petaković 6′ | Rapport | Murray 49′ | Västerås Publik: 9 500 Domare: Wyssling (Schweiz) | Västerås Publik: 9 500 Domare: Wyssling (Schweiz) |
| 19:00 | 19:00       |              |         |            | Västerås Publik: 9 500 Domare: Wyssling (Schweiz) | Västerås Publik: 9 500 Domare: Wyssling (Schweiz) |
| 19:00 | 19:00       |              |         |            | Västerås Publik: 9 500 Domare: Wyssling (Schweiz) | Västerås Publik: 9 500 Domare: Wyssling (Schweiz) |

|       | 11 juni 1958 | Jugoslavien                        | 3 – 2   | Frankrike        | Arosvallen                                                 |                                                            |
| 19:00 | 19:00        | Petaković 16′ Veselinović 63′, 88′ | Rapport | Fontaine 4′, 85′ | Västerås Publik: 12 000 Domare: Benjamin Griffiths (Wales) | Västerås Publik: 12 000 Domare: Benjamin Griffiths (Wales) |
| 19:00 | 19:00        |                                    |         |                  | Västerås Publik: 12 000 Domare: Benjamin Griffiths (Wales) | Västerås Publik: 12 000 Domare: Benjamin Griffiths (Wales) |
| 19:00 | 19:00        |                                    |         |                  | Västerås Publik: 12 000 Domare: Benjamin Griffiths (Wales) | Västerås Publik: 12 000 Domare: Benjamin Griffiths (Wales) |

|       | 11 juni 1958 | Paraguay                    | 3 – 2   | Skottland             | Norrköpings Idrottspark                               |                                                       |
| 19:00 | 19:00        | Agüero 4′ Ré 45′ Parodi 73′ | Rapport | Mudie 24′ Collins 74′ | Norrköping Publik: 12 000 Domare: Orlandini (Italien) | Norrköping Publik: 12 000 Domare: Orlandini (Italien) |
| 19:00 | 19:00        |                             |         |                       | Norrköping Publik: 12 000 Domare: Orlandini (Italien) | Norrköping Publik: 12 000 Domare: Orlandini (Italien) |
| 19:00 | 19:00        |                             |         |                       | Norrköping Publik: 12 000 Domare: Orlandini (Italien) | Norrköping Publik: 12 000 Domare: Orlandini (Italien) |

|       | 15 juni 1958 | Frankrike             | 2 – 1   | Skottland | Eyravallen                                       |                                                  |
| 19:00 | 19:00        | Kopa 22′ Fontaine 44′ | Rapport | Baird 58′ | Örebro Publik: 13 500 Domare: Brozzi (Argentina) | Örebro Publik: 13 500 Domare: Brozzi (Argentina) |
| 19:00 | 19:00        |                       |         |           | Örebro Publik: 13 500 Domare: Brozzi (Argentina) | Örebro Publik: 13 500 Domare: Brozzi (Argentina) |
| 19:00 | 19:00        |                       |         |           | Örebro Publik: 13 500 Domare: Brozzi (Argentina) | Örebro Publik: 13 500 Domare: Brozzi (Argentina) |

|       | 15 juni 1958 | Paraguay                         | 3 – 3   | Jugoslavien                               | Tunavallen                                                |                                                           |
| 19:00 | 19:00        | Parodi 20′ Agüero 52′ Romero 80′ | Rapport | Ognjanović 18′ Veselinović 21′ Rajkov 73′ | Eskilstuna Publik: 12 000 Domare: Macko (Tjeckoslovakien) | Eskilstuna Publik: 12 000 Domare: Macko (Tjeckoslovakien) |
| 19:00 | 19:00        |                                  |         |                                           | Eskilstuna Publik: 12 000 Domare: Macko (Tjeckoslovakien) | Eskilstuna Publik: 12 000 Domare: Macko (Tjeckoslovakien) |
| 19:00 | 19:00        |                                  |         |                                           | Eskilstuna Publik: 12 000 Domare: Macko (Tjeckoslovakien) | Eskilstuna Publik: 12 000 Domare: Macko (Tjeckoslovakien) |

### Grupp 3
| Nr | Lag     | S | V | O | F | GM | IM | MS | P |
| -- | ------- | - | - | - | - | -- | -- | -- | - |
| 1  | Sverige | 3 | 2 | 1 | 0 | 5  | 1  | +4 | 5 |
| 2  | Wales   | 3 | 0 | 3 | 0 | 2  | 2  | 0  | 3 |
| 2  | Ungern  | 3 | 1 | 1 | 1 | 6  | 3  | +3 | 3 |
| 4  | Mexiko  | 3 | 0 | 1 | 2 | 1  | 8  | −7 | 1 |

| Nr | Lag    | S | V | O | F | GM | IM | MS | P |
| -- | ------ | - | - | - | - | -- | -- | -- | - |
| 2  | Wales  | 1 | 1 | 0 | 0 | 2  | 1  | +1 | 2 |
| 3  | Ungern | 1 | 0 | 0 | 1 | 1  | 2  | −1 | 0 |

|       | 8 juni 1958 | Sverige                                | 3 – 0   | Mexiko | Råsundastadion                                             |                                                            |
| 14:00 | 14:00       | Simonsson 17′, 64′ Liedholm 57′ (str.) | Rapport |        | Solna stad Publik: 45 000 Domare: Latychev (Sovjetunionen) | Solna stad Publik: 45 000 Domare: Latychev (Sovjetunionen) |
| 14:00 | 14:00       |                                        |         |        | Solna stad Publik: 45 000 Domare: Latychev (Sovjetunionen) | Solna stad Publik: 45 000 Domare: Latychev (Sovjetunionen) |
| 14:00 | 14:00       |                                        |         |        | Solna stad Publik: 45 000 Domare: Latychev (Sovjetunionen) | Solna stad Publik: 45 000 Domare: Latychev (Sovjetunionen) |

|       | 8 juni 1958 | Ungern    | 1 – 1   | Wales          | Jernvallen                                         |                                                    |
| 19:00 | 19:00       | Bozsik 5′ | Rapport | J. Charles 27′ | Sandviken Publik: 20 000 Domare: Codesal (Uruguay) | Sandviken Publik: 20 000 Domare: Codesal (Uruguay) |
| 19:00 | 19:00       |           |         |                | Sandviken Publik: 20 000 Domare: Codesal (Uruguay) | Sandviken Publik: 20 000 Domare: Codesal (Uruguay) |
| 19:00 | 19:00       |           |         |                | Sandviken Publik: 20 000 Domare: Codesal (Uruguay) | Sandviken Publik: 20 000 Domare: Codesal (Uruguay) |

|       | 11 juni 1958 | Mexiko       | 1 – 1   | Wales            | Råsundastadion                                          |                                                         |
| 19:00 | 19:00        | Belmonte 89′ | Rapport | I. Allchurch 32′ | Solna stad Publik: 25 000 Domare: Lemesic (Jugoslavien) | Solna stad Publik: 25 000 Domare: Lemesic (Jugoslavien) |
| 19:00 | 19:00        |              |         |                  | Solna stad Publik: 25 000 Domare: Lemesic (Jugoslavien) | Solna stad Publik: 25 000 Domare: Lemesic (Jugoslavien) |
| 19:00 | 19:00        |              |         |                  | Solna stad Publik: 25 000 Domare: Lemesic (Jugoslavien) | Solna stad Publik: 25 000 Domare: Lemesic (Jugoslavien) |

|       | 12 juni 1958 | Sverige         | 2 – 1   | Ungern    | Råsundastadion                                      |                                                     |
| 19:00 | 19:00        | Hamrin 34′, 55′ | Rapport | Tichy 77′ | Solna stad Publik: 40 000 Domare: Mowat (Skottland) | Solna stad Publik: 40 000 Domare: Mowat (Skottland) |
| 19:00 | 19:00        |                 |         |           | Solna stad Publik: 40 000 Domare: Mowat (Skottland) | Solna stad Publik: 40 000 Domare: Mowat (Skottland) |
| 19:00 | 19:00        |                 |         |           | Solna stad Publik: 40 000 Domare: Mowat (Skottland) | Solna stad Publik: 40 000 Domare: Mowat (Skottland) |

|       | 15 juni 1958 | Sverige | 0 – 0   | Wales | Råsundastadion                                         |                                                        |
| 14:00 | 14:00        |         | Rapport |       | Solna stad Publik: 35 000 Domare: Van Nuffel (Belgien) | Solna stad Publik: 35 000 Domare: Van Nuffel (Belgien) |
| 14:00 | 14:00        |         |         |       | Solna stad Publik: 35 000 Domare: Van Nuffel (Belgien) | Solna stad Publik: 35 000 Domare: Van Nuffel (Belgien) |
| 14:00 | 14:00        |         |         |       | Solna stad Publik: 35 000 Domare: Van Nuffel (Belgien) | Solna stad Publik: 35 000 Domare: Van Nuffel (Belgien) |

|       | 15 juni 1958 | Ungern                                 | 4 – 0   | Mexiko | Jernvallen                                          |                                                     |
| 19:00 | 19:00        | Tichy 19′, 46′ Sándor 54′ Bencsics 69′ | Rapport |        | Sandviken Publik: 13 300 Domare: Eriksson (Finland) | Sandviken Publik: 13 300 Domare: Eriksson (Finland) |
| 19:00 | 19:00        |                                        |         |        | Sandviken Publik: 13 300 Domare: Eriksson (Finland) | Sandviken Publik: 13 300 Domare: Eriksson (Finland) |
| 19:00 | 19:00        |                                        |         |        | Sandviken Publik: 13 300 Domare: Eriksson (Finland) | Sandviken Publik: 13 300 Domare: Eriksson (Finland) |

Omspel
|       | 17 juni 1958 | Wales                       | 2 – 1   | Ungern    | Råsundastadion                                            |                                                           |
| 19:00 | 19:00        | I. Allchurch 55′ Medwin 76′ | Rapport | Tichy 33′ | Solna stad Publik: 20000 Domare: Latychev (Sovjetunionen) | Solna stad Publik: 20000 Domare: Latychev (Sovjetunionen) |
|       |              |                             |         |           |                                                           |                                                           |

### Grupp 4
| Nr | Lag           | S | V | O | F | GM | IM | MS | P |
| -- | ------------- | - | - | - | - | -- | -- | -- | - |
| 1  | Brasilien     | 3 | 2 | 1 | 0 | 5  | 0  | +5 | 5 |
| 2  | Sovjetunionen | 3 | 1 | 1 | 1 | 4  | 4  | 0  | 3 |
| 2  | England       | 3 | 0 | 3 | 0 | 4  | 4  | 0  | 3 |
| 4  | Österrike     | 3 | 0 | 1 | 2 | 2  | 7  | −5 | 1 |

| Nr | Lag           | S | V | O | F | GM | IM | MS | P |
| -- | ------------- | - | - | - | - | -- | -- | -- | - |
| 2  | Sovjetunionen | 1 | 1 | 0 | 0 | 1  | 0  | +1 | 2 |
| 3  | England       | 1 | 0 | 0 | 1 | 0  | 1  | −1 | 0 |

|       | 8 juni 1958 | Brasilien                          | 3 – 0   | Österrike | Rimnersvallen                                       |                                                     |
| 19:00 | 19:00       | Mazzola 37′, 85′ Nílton Santos 50′ | Rapport |           | Uddevalla Publik: 17 778 Domare: Guigue (Frankrike) | Uddevalla Publik: 17 778 Domare: Guigue (Frankrike) |
| 19:00 | 19:00       |                                    |         |           | Uddevalla Publik: 17 778 Domare: Guigue (Frankrike) | Uddevalla Publik: 17 778 Domare: Guigue (Frankrike) |
| 19:00 | 19:00       |                                    |         |           | Uddevalla Publik: 17 778 Domare: Guigue (Frankrike) | Uddevalla Publik: 17 778 Domare: Guigue (Frankrike) |

|       | 8 juni 1958 | Sovjetunionen              | 2 – 2   | England                     | Ullevi                                         |                                                |
| 19:00 | 19:00       | Simonjan 13′ A. Ivanov 56′ | Rapport | Kevan 66′ Finney 85′ (str.) | Göteborg Publik: 49 348 Domare: Zsolt (Ungern) | Göteborg Publik: 49 348 Domare: Zsolt (Ungern) |
| 19:00 | 19:00       |                            |         |                             | Göteborg Publik: 49 348 Domare: Zsolt (Ungern) | Göteborg Publik: 49 348 Domare: Zsolt (Ungern) |
| 19:00 | 19:00       |                            |         |                             | Göteborg Publik: 49 348 Domare: Zsolt (Ungern) | Göteborg Publik: 49 348 Domare: Zsolt (Ungern) |

|       | 11 juni 1958 | Brasilien | 0 – 0   | England | Ullevi                                                  |                                                         |
| 19:00 | 19:00        |           | Rapport |         | Göteborg Publik: 40 895 Domare: Albert Dusch (Tyskland) | Göteborg Publik: 40 895 Domare: Albert Dusch (Tyskland) |
| 19:00 | 19:00        |           |         |         | Göteborg Publik: 40 895 Domare: Albert Dusch (Tyskland) | Göteborg Publik: 40 895 Domare: Albert Dusch (Tyskland) |
| 19:00 | 19:00        |           |         |         | Göteborg Publik: 40 895 Domare: Albert Dusch (Tyskland) | Göteborg Publik: 40 895 Domare: Albert Dusch (Tyskland) |

|       | 11 juni 1958 | Sovjetunionen           | 2 – 0   | Österrike | Ryavallen                                        |                                                  |
| 19:00 | 19:00        | Ilyin 15′ V. Ivanov 62′ | Rapport |           | Borås Publik: 21 239 Domare: Jorgensen (Danmark) | Borås Publik: 21 239 Domare: Jorgensen (Danmark) |
| 19:00 | 19:00        |                         |         |           | Borås Publik: 21 239 Domare: Jorgensen (Danmark) | Borås Publik: 21 239 Domare: Jorgensen (Danmark) |
| 19:00 | 19:00        |                         |         |           | Borås Publik: 21 239 Domare: Jorgensen (Danmark) | Borås Publik: 21 239 Domare: Jorgensen (Danmark) |

|       | 15 juni 1958 | England              | 2 – 2   | Österrike             | Ryavallen                                               |                                                         |
| 19:00 | 19:00        | Haynes 56′ Kevan 74′ | Rapport | Koller 15′ Körner 71′ | Borås Publik: 15 872 Domare: Bronkhorst (Nederländerna) | Borås Publik: 15 872 Domare: Bronkhorst (Nederländerna) |
| 19:00 | 19:00        |                      |         |                       | Borås Publik: 15 872 Domare: Bronkhorst (Nederländerna) | Borås Publik: 15 872 Domare: Bronkhorst (Nederländerna) |
| 19:00 | 19:00        |                      |         |                       | Borås Publik: 15 872 Domare: Bronkhorst (Nederländerna) | Borås Publik: 15 872 Domare: Bronkhorst (Nederländerna) |

|       | 15 juni 1958 | Brasilien    | 2 – 0   | Sovjetunionen | Ullevi                                             |                                                    |
| 19:00 | 19:00        | Vavá 3′, 77′ | Rapport |               | Göteborg Publik: 50 928 Domare: Guigue (Frankrike) | Göteborg Publik: 50 928 Domare: Guigue (Frankrike) |
| 19:00 | 19:00        |              |         |               | Göteborg Publik: 50 928 Domare: Guigue (Frankrike) | Göteborg Publik: 50 928 Domare: Guigue (Frankrike) |
| 19:00 | 19:00        |              |         |               | Göteborg Publik: 50 928 Domare: Guigue (Frankrike) | Göteborg Publik: 50 928 Domare: Guigue (Frankrike) |

Omspel
|       | 17 juni 1958 | Sovjetunionen | 1 – 0   | England | Ullevi                                                 |                                                        |
| 19:00 | 19:00        | Ilyin 69′     | Rapport |         | Göteborg Publik: 23182 Domare: Albert Dusch (Tyskland) | Göteborg Publik: 23182 Domare: Albert Dusch (Tyskland) |
|       |              |               |         |         |                                                        |                                                        |

## Slutspel

### Slutspelsträd
|  | Kvartsfinaler        | Kvartsfinaler      |                     |   | Semifinaler | Semifinaler |  |  | Final | Final |
|  |                      |                    |                     |   |             |             |  |  |       |       |
|  | 19 juni – Göteborg   |                    |                     |   |             |             |  |  |       |       |
|  |                      |                    |                     |   |             |             |  |  |       |       |
|  | Brasilien            | 1                  |                     |   |             |             |  |  |       |       |
|  | Brasilien            | 1                  | 24 juni – Stockholm |   |             |             |  |  |       |       |
|  | Wales                | 0                  |                     |   |             |             |  |  |       |       |
|  | Wales                | 0                  | Brasilien           | 5 |             |             |  |  |       |       |
|  | 19 juni – Norrköping |                    | Brasilien           | 5 |             |             |  |  |       |       |
|  |                      | Frankrike          | 2                   |   |             |             |  |  |       |       |
|  | Frankrike            | Frankrike          | 2                   | 4 |             |             |  |  |       |       |
|  | Frankrike            |                    | 29 juni – Stockholm | 4 |             |             |  |  |       |       |
|  | Nordirland           | 0                  |                     |   |             |             |  |  |       |       |
|  | Nordirland           | 0                  | Brasilien           | 5 |             |             |  |  |       |       |
|  | 19 juni – Stockholm  |                    | Brasilien           | 5 |             |             |  |  |       |       |
|  |                      | Sverige            | 2                   |   |             |             |  |  |       |       |
|  | Sverige              | Sverige            | 2                   | 2 |             |             |  |  |       |       |
|  | Sverige              | 24 juni – Göteborg |                     | 2 |             |             |  |  |       |       |
|  | Sovjetunionen        | 0                  |                     |   |             |             |  |  |       |       |
|  | Sovjetunionen        | 0                  | Sverige             | 3 |             |             |  |  |       |       |
|  | 19 juni – Malmö      |                    | Sverige             | 3 |             |             |  |  |       |       |
|  |                      | Västtyskland       | 1                   |   | Bronsmatch  | Bronsmatch  |  |  |       |       |
|  | Västtyskland         | Västtyskland       | 1                   | 1 | Bronsmatch  | Bronsmatch  |  |  |       |       |
|  | Västtyskland         |                    | 28 juni – Göteborg  | 1 |             |             |  |  |       |       |
|  | Jugoslavien          | 0                  |                     |   |             |             |  |  |       |       |
|  | Jugoslavien          | 0                  | Frankrike           | 6 |             |             |  |  |       |       |
|  |                      |                    |                     |   |             |             |  |  |       |       |
|  | Västtyskland         | 3                  |                     |   |             |             |  |  |       |       |
|  | Västtyskland         | 3                  |                     |   |             |             |  |  |       |       |

### Kvartsfinaler
| 25    | 19 juni 1958 | Sverige                  | 2 – 0   | Sovjetunionen | Råsunda                                          |                                                  |
| 19:00 | 19:00        | Hamrin 49′ Simonsson 88′ | Rapport |               | Stockholm Publik: 45 000 Domare: Leafe (England) | Stockholm Publik: 45 000 Domare: Leafe (England) |
| 19:00 | 19:00        |                          |         |               | Stockholm Publik: 45 000 Domare: Leafe (England) | Stockholm Publik: 45 000 Domare: Leafe (England) |
| 19:00 | 19:00        |                          |         |               | Stockholm Publik: 45 000 Domare: Leafe (England) | Stockholm Publik: 45 000 Domare: Leafe (England) |

| 26    | 19 juni 1958 | Frankrike                                    | 4 – 0   | Nordirland | Norrköpings Idrottspark                                 |                                                         |
| 19:00 | 19:00        | Wisnieski 22′ Fontaine 55′, 63′ Piantoni 68′ | Rapport |            | Norrköping Publik: 12 000 Domare: Gardeazabal (Spanien) | Norrköping Publik: 12 000 Domare: Gardeazabal (Spanien) |
| 19:00 | 19:00        |                                              |         |            | Norrköping Publik: 12 000 Domare: Gardeazabal (Spanien) | Norrköping Publik: 12 000 Domare: Gardeazabal (Spanien) |
| 19:00 | 19:00        |                                              |         |            | Norrköping Publik: 12 000 Domare: Gardeazabal (Spanien) | Norrköping Publik: 12 000 Domare: Gardeazabal (Spanien) |

| 27    | 19 juni 1958 | Brasilien | 1 – 0   | Wales | Ullevi                                              |                                                     |
| 19:00 | 19:00        | Pelé 66′  | Rapport |       | Göteborg Publik: 25 000 Domare: Seipelt (Österrike) | Göteborg Publik: 25 000 Domare: Seipelt (Österrike) |
| 19:00 | 19:00        |           |         |       | Göteborg Publik: 25 000 Domare: Seipelt (Österrike) | Göteborg Publik: 25 000 Domare: Seipelt (Österrike) |
| 19:00 | 19:00        |           |         |       | Göteborg Publik: 25 000 Domare: Seipelt (Österrike) | Göteborg Publik: 25 000 Domare: Seipelt (Österrike) |

| 28    | 19 juni 1958 | Västtyskland | 1 – 0   | Jugoslavien | Malmö Stadion                                   |                                                 |
| 19:00 | 19:00        | Rahn 12′     | Rapport |             | Malmö Publik: 20 000 Domare: Wyssling (Schweiz) | Malmö Publik: 20 000 Domare: Wyssling (Schweiz) |
| 19:00 | 19:00        |              |         |             | Malmö Publik: 20 000 Domare: Wyssling (Schweiz) | Malmö Publik: 20 000 Domare: Wyssling (Schweiz) |
| 19:00 | 19:00        |              |         |             | Malmö Publik: 20 000 Domare: Wyssling (Schweiz) | Malmö Publik: 20 000 Domare: Wyssling (Schweiz) |

### Semifinaler
| 29    | 24 juni 1958 | Brasilien                           | 5 – 2   | Frankrike                | Råsunda                                                     |                                                             |
| 19:00 | 19:00        | Vavá 2′ Didí 39′ Pelé 52′, 64′, 75′ | Rapport | Fontaine 9′ Piantoni 83′ | Stockholm Publik: 27 000 Domare: Benjamin Griffiths (Wales) | Stockholm Publik: 27 000 Domare: Benjamin Griffiths (Wales) |
| 19:00 | 19:00        |                                     |         |                          | Stockholm Publik: 27 000 Domare: Benjamin Griffiths (Wales) | Stockholm Publik: 27 000 Domare: Benjamin Griffiths (Wales) |
| 19:00 | 19:00        |                                     |         |                          | Stockholm Publik: 27 000 Domare: Benjamin Griffiths (Wales) | Stockholm Publik: 27 000 Domare: Benjamin Griffiths (Wales) |

| 30    | 24 juni 1958 | Sverige                          | 3 – 1   | Västtyskland | Ullevi                                         |                                                |
| 19:00 | 19:00        | Skoglund 32′ Gren 81′ Hamrin 88′ | Rapport | Schäfer 24′  | Göteborg Publik: 50 000 Domare: Zsolt (Ungern) | Göteborg Publik: 50 000 Domare: Zsolt (Ungern) |
| 19:00 | 19:00        |                                  |         |              | Göteborg Publik: 50 000 Domare: Zsolt (Ungern) | Göteborg Publik: 50 000 Domare: Zsolt (Ungern) |
| 19:00 | 19:00        |                                  |         |              | Göteborg Publik: 50 000 Domare: Zsolt (Ungern) | Göteborg Publik: 50 000 Domare: Zsolt (Ungern) |

### Bronsmatch
| 31    | 28 juni 1958 | Frankrike                                             | 6 – 3   | Västtyskland                         | Ullevi                                             |                                                    |
| 17:00 | 17:00        | Fontaine 16′, 36′, 78′, 89′ Kopa 27′ (str.) Douis 50′ | Rapport | Cieslarczyk 18′ Rahn 52′ Schäfer 84′ | Göteborg Publik: 25 000 Domare: Brozzi (Argentina) | Göteborg Publik: 25 000 Domare: Brozzi (Argentina) |
| 17:00 | 17:00        |                                                       |         |                                      | Göteborg Publik: 25 000 Domare: Brozzi (Argentina) | Göteborg Publik: 25 000 Domare: Brozzi (Argentina) |
| 17:00 | 17:00        |                                                       |         |                                      | Göteborg Publik: 25 000 Domare: Brozzi (Argentina) | Göteborg Publik: 25 000 Domare: Brozzi (Argentina) |

### Final
| 32    | 29 juni 1958 | Brasilien                                    | 5 – 2   | Sverige                             | Råsunda                                                     |                                                             |
| 15:00 | 15:00        | Vavá 9′, 32′ Pelé 55′, 90′ Mário Zagallo 68′ | Rapport | 4′ Nils Liedholm 80′ Agne Simonsson | Stockholm Publik: 49 737 Domare: Maurice Guigue (Frankrike) | Stockholm Publik: 49 737 Domare: Maurice Guigue (Frankrike) |
| 15:00 | 15:00        |                                              |         |                                     | Stockholm Publik: 49 737 Domare: Maurice Guigue (Frankrike) | Stockholm Publik: 49 737 Domare: Maurice Guigue (Frankrike) |
| 15:00 | 15:00        |                                              |         |                                     | Stockholm Publik: 49 737 Domare: Maurice Guigue (Frankrike) | Stockholm Publik: 49 737 Domare: Maurice Guigue (Frankrike) |

## VM-profiler
- Brasilien: Bellini, Garrincha, Didí, Nílton Santos, Pelé, Vavá
- Frankrike: Just Fontaine, Raymond Kopa, Roger Piantoni
- Nordirland: Harry Gregg
- Sovjetunionen: Lev Jasjin, Jurij Vojnov
- Sverige: Orvar Bergmark, Gunnar Gren, Kurt Hamrin, Nils Liedholm, Nacka Skoglund, "Rio-Kalle" Svensson
- Wales: John Charles
- Västtyskland: Helmut Rahn, Uwe Seeler, Horst Szymaniak, Fritz Walter

## Skytteliga
| 1 | Just Fontaine   | Frankrike       | 13 mål |
| 2 | Pelé            | Brasilien       | 6 mål  |
| 2 | Helmut Rahn     | Västtyskland    | 6 mål  |
| 4 | Peter McParland | Nordirland      | 5 mål  |
| 4 | Vavá            | Brasilien       | 5 mål  |
| 6 | Kurt Hamrin     | Sverige         | 4 mål  |
| 6 | Roger Piantoni  | Frankrike       | 4 mål  |
| 6 | Agne Simonsson  | Sverige         | 4 mål  |
| 6 | Lajos Tichy     | Ungern          | 4 mål  |
| 6 | Zdeněk Zikán    | Tjeckoslovakien | 4 mål  |

## Världslaget
Följande lag röstades fram av 750 journalister:
Harry Gregg – Orvar Bergmark, Nílton Santos – Jurij Vojnov, Bellini, Horst Szymaniak – Garrincha, Didí, Raymond Kopa, Pelé, Nacka Skoglund

## Övrigt

### Bråket mellan Västtyskland och Sverige
Semifinalen mellan Västtyskland och Sverige ledde till ett bråk mellan de bägge länderna. Värdlandet hade organiserat hejaklacksledare som Lennart Nilsson och Håkan Westergren som sprang fram och tillbaka framför läktaren för att organisera ropen som skulle bära laget till guldet. Till en början hyllades företeelsen av de tyska fotbollstidningarna, men dessa hyllningar upphörde efter att Sverige hade mött Västtyskland i semifinalen i Göteborg. Under ett öronbedövande ljud från läktarna dominerade svenskarna de första 20 minuterna, men ledningsmålet gjordes dock av de regerande världsmästarna vilket sedan kvitterades i den 32:a minuten genom Nacka Skoglund. Dramatiken ökade i andra halvleken när den tyske försvararen Erich Juskowiak utvisades i 58:e minuten efter att han hade haft stora problem att stoppa sin motspelare Kurre Hamrin. 16 minuter senare fick tysken Fritz Walter lämna planen på grund av skada. Med elva mot nio man gjorde Gunnar Gren och Kurre Hamrin både 2–1 och 3–1 som betydde finalspel för svenskarna. 
Efterspelet till semifinalen handlade om hejaklackarna som av tyska tidningar utmålades som delen av en internationell konspiration som ville se Västtyskland förlora, även om enskilda tidningar som Süddeutsche Zeitung snarare såg utvisningen av Juskowiak som den avgörande orsaken bakom förlusten. Även vanliga västtyskar instämde i tidningarnas fientlighet mot Sverige. I München fick svenska turister stå ut med förolämpningar, i en ryttarturnering i Aachen revs den svenska flaggan ner, i Kiel krävde man att mackägare skulle sluta sälja bensin till svenskar och i Hamburg gav man sig på den i vissa restauranger populära rätten "Schweden-Teller". Och även om den tyska ambassaden i Stockholm försökte släta över bråket och mediernas krig avtog så småningom så fortsatte tyska fotbollsförbundet att visa sin ilska mot Sverige när ordföranden Peco Bauwens sa att Västtyskland aldrig mer skulle spela en match mot Sverige vilket de heller inte gjorde under hans tid som ordförande. En symbolisk vänskapsmatch i Stockholm i november 1963 löste konflikten mellan båda länderna.